# Francisco I Fernández de la Cueva y Mendoza
Francisco Fernández de la Cueva y Mendoza est un aristocrate médiéval espagnol.

## Biographie
Fils aîné de Beltrán de la Cueva, duc d'Albuquerque, et de sa première épouse, Mencía de Mendoza et Luna, fille de Diego Hurtado de Mendoza.
Francisco Fernández de la Cueva y Mendoza est né au Château de Cuéllar le lundi 25 août 1467 entre 11 et 12 heures du soir.
À la mort de son père, il lui succède le 1er novembre 1492, et devient en conséquence le deuxième duc d'Alburquerque.

## Mariage et descendance
Il épouse en 1476 Francisca Álvarez de Toledo, aussi appelée Francisca de Toledo y Enríquez, fille de García Álvarez de Toledo y Carrillo, duc d'Albe de Tormes, et de María Enríquez de Quiñones y Fernández. Francisca Álvarez de Toledo est aussi une sœur de Mencia de Toledo seconde épouse de Beltrán de la Cueva.
Ils eurent pour descendance.
1. Beltrán II de la Cueva y Toledo, duc d'Albuquerque.
2. Fadrique de la Cueva y Toledo, nommé ainsi en mémoire de son arrière-grand-père maternel, Fadrique Enríquez.
3. Luis de la Cueva y Toledo (es), capitaine de Carlos V et chevalier de l'Ordre de Santiago. Il a épousé Juana Colomb de Toledo, fille de Diego Colomb et petite-fille de Christophe Colomb.
4. Bartolomé de la Cueva y Toledo, cardinal et vice - roi de Naples.
5. Pedro de la Cueva y Toledo.
6. Diego de la Cueva y Toledo (es).
7. Mencía de la Cueva y Toledo, mariée avec Pedro Fajardo y Chacón (es), Marquis de los Vélez.
8. Teresa de la Cueva y Toledo, mariée à Fernando de Cabrera y Bobadilla (es), comte de Chinchón.
9. María de la Cueva y Toledo (es), mariée à Juan Téllez Girón, comte d'Ureña.

S'ajoute Ana de la Cueva, fille naturelle, dont la mère est inconnue.